# Iridopsis rectura
Iridopsis rectura là một loài bướm đêm trong họ Geometridae.